# The Year of Living Dangerously
The Year of Living Dangerously (en España, El año que vivimos peligrosamente; en Argentina, El año que vivimos en peligro) es una película australiana, dirigida por Peter Weir y estrenada en 1982. La actriz Linda Hunt ganó un premio Óscar a la mejor actriz secundaria por su papel en esta película.

## Argumento
Guy Hamilton (Mel Gibson), un periodista australiano, llega a Yakarta (Indonesia) para cubrir la explosiva situación que vive el país, durante el derrocamiento del presidente Sukarno. Allí conoce a Billy Kwan (Linda Hunt), un fotógrafo que le introduce en esa cultura y actúa como su guía. Kwan le presenta a Jill Bryant (Sigourney Weaver), una funcionaria de la embajada británica, con quien Guy mantiene una intensa relación amorosa mientras el país se debate entre la revolución comunista o la dictadura militar.

## Producción
Peter Weir se hizo cargo de la adaptación de la novela de Christopher Koch, que presentó un guion que no gusto a Weir quien se lo traslado a Alan Sharp y David Williamson. Koch se quejó de que el guion acabó siendo un "55% Williamson/Weir, y un 45% Koch".
Hubo problemas con la productora australiana del film, así que acabó siendo producida íntegramente por la Metro-Goldwyn-Mayer

### Casting
Varios actores fueron barajados para el papel de Billy Kwan, entre ellos Bob Balaban y Wallace Shawn, pero entonces Weir vio una foto de la actriz Linda Hunt, le hizo una prueba y la contrató. Hunt se tiñó el pelo y se depiló las cejas."

### Rodaje
La película está ambientada en Yakarta, pero no hubo permiso para rodar en Indonesia, así que el rodaje comenzó en Filipinas, pero debido a amenazas de muerte de los radicales musulmanes contra Weir y Gibson tuvo que trasladarse a Australia. Aunque Gibson se tomó las amenazas a broma diciendo: "Si de verdad quieren matarnos, ¿para que nos mandan una nota?"
Gibson describe su personaje como bastante parecido a él mismo.

### Música
"L'Enfant", un tema de Vangelis para su álbum de 1979 Opera sauvage, es la música más recordada del film.

## Reparto
- Linda Hunt como Billy Kwan.
- Mel Gibson como Guy Hamilton.
- Bembol Roco como Kumar.
- Domingo Landicho como Hortono.
- Hermino De Guzman como un oficial de inmigración.
- Michael Murphy como Pete Curtis.
- Noel Ferrier como Wally O'Sullivan.
- Paul Sonkkila como Kevin Condon.
- Ali Nur como Ali.
- Dominador Robridillo.
- Joel Agona como un guardia del palacio.
- Mike Emperio como Sukarno.
- Bernardo Nacilla como un enano.
- Bill Kerr como el coronel Henderson.
- Sigourney Weaver como Jill Bryant.
- Coco Marantha como un camarero.
- Kuh Ledesma como Tiger Lily.
- Norma Uatuhan como Ibu.
- Lito Tolentino como Udin.
- Cecily Polson como Moira.
- David Oyang como Hadji.
- Mark Egerton como el embajador.
- Joonee Gamboa como el oficial naval.
- Pudji Waseso como el oficial de la cafetería.
- Joel Lamangan como un hombre de seguridad.
- Mario Layco como un hombre de seguridad.
- Jabo Djohansjan como el doctor.
- Agoes Widjaya Soedjarwo como el soldado de la barricada.
- Chris Quivak como el oficial del aeropuerto.

## Premios
Oscar 1983
| Año  | Categoría               | Persona    | Resultado |
| ---- | ----------------------- | ---------- | --------- |
| 1983 | Mejor actriz de reparto | Linda Hunt | Ganadora  |

39.ª edición de las Medallas del Círculo de Escritores Cinematográficos
| Categoría                 | Resultado |
| ------------------------- | --------- |
| Mejor película extranjera | Ganadora  |

## Recepción
El filme se estrenó en Australia el 17 de diciembre de 1982. Tuvo un presupuesto de $6 millones. En Australia recaudó $2,898,000.
En USA se estrenó de forma limitada el 21 de enero de 1983 y más tarde a nivel nacional. Al final el filme recaudó $10,278,575 en USA.